# Jean and the Calico Doll
Jean and the Calico Doll (Jean y la muñeca Calico) es un cortometraje de 1910 dirigido por Laurence Trimble para los Vitagraph Studios. Es la primera película protagonizada por su propia perra, Jean, una collie tricolor que pronto se haría famosa como la Perra Vitagraph. El drama marca el debut cinematográfico de Helen Hayes, la primera de dos películas que dirigió con la famosa perra en 1910.
No se conoce ninguna copia de Jean and the Calico Doll.

## Producción
Laurence Trimble se unió a Vitagraph Studios a principios de 1910 y se convirtió en uno de los directores más destacados de Vitagraph. Además de dirigir muchas de las películas protagonizadas por Florence Turner y John Bunny, Trimble fue responsable de todas las películas protagonizadas por su perro Jean, el primer canino en protagonizar una película. Jean and the Calico Doll fue la primera de una serie de películas que la colocaron entre las estrellas más importantes de Vitagraph.
Jean and the Calico Doll presenta la primera actuación en pantalla de la actriz Helen Hayes, quien recordó haber hecho dos películas con Jean ese año. "Tenía el pelo largo y rizado y me permitieron interpretar al protagonista juvenil en dos películas, acompañando a Jean, la collie", recordó Hayes en 1931. "Jean era la perra más famosa de la época y yo estaba muy emocionada".

## Recepción
The Moving Picture World calificó la película como "una historia de perros muy interesante, como todas las historias de este tipo. La inteligencia de los animales es una buena película en cualquier momento, y cuando se utiliza para rescatar vidas, como en este caso, el interés aumenta considerablemente. Aparte del rescate virtual del niño herido por parte del perro, la película no presenta características sorprendentes. El dinero extraviado, la falsa acusación y la niña que se aleja en busca de su hermano son aspectos interesantes, pero en realidad no son más que incidentes en los que basar la inteligencia del perro".